# 普洛姆兰
普洛姆兰（法語：Plomelin，法語發音：[plɔmlɛ̃]）是法国菲尼斯泰尔省的一个市镇，属于坎佩尔区。

## 地理
普洛姆兰（47°56'8"N, 4°9'11"W）面积26.08 平方千米，位于法国布列塔尼大區菲尼斯泰尔省，该省份为法国最西部的省份，位于布列塔尼半岛西部，北西南三面环大西洋，东临阿摩尔滨海省和莫尔比昂省。
与普洛姆兰接壤的市镇（或旧市镇、城区）包括：孔布里特、普吕居方、坎佩尔。

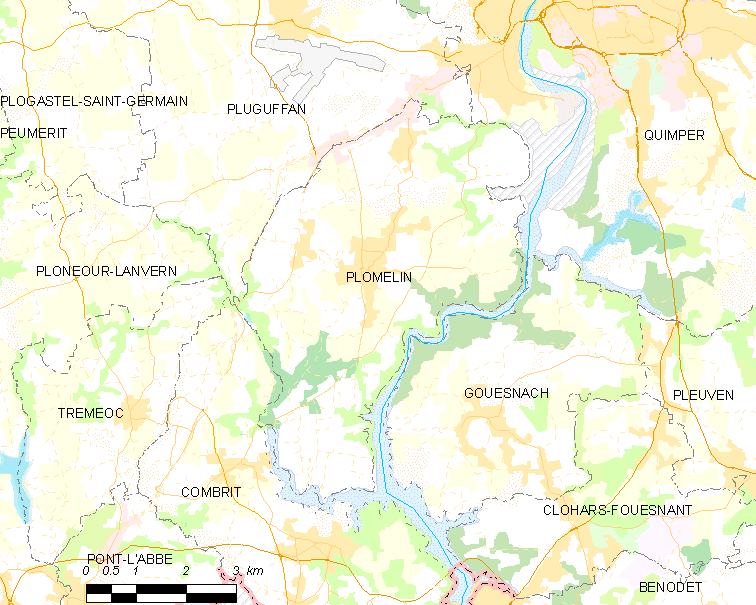
普洛姆兰的OSM定位图

普洛姆兰的时区为UTC+01:00、UTC+02:00（夏令时）。

## 行政
普洛姆兰的邮政编码为29700，INSEE市镇编码为29170。

## 政治
普洛姆兰所属的省级选区为坎佩尔第一县。

## 人口

1962-2008年间普洛姆兰人口变化图示

普洛姆兰于2022年1月1日时的人口数量为4216人。